# Boyd County (Kentucky)
Boyd County ist ein County im Bundesstaat Kentucky der Vereinigten Staaten. Das U.S. Census Bureau hat bei der Volkszählung 2020 eine Einwohnerzahl von 48.261 ermittelt.
Der Verwaltungssitz (County Seat) ist Catlettsburg, das nach einem der ersten Siedler hier, Alexander Catlett und seinem Sohn Horatio Catlett benannt wurde. Die größte Stadt ist Ashland.

## Geographie
Das County liegt im Nordosten von Kentucky, grenzt im Nordosten an Ohio, getrennt durch den Ohio River, grenzt im Osten an Virginia und hat eine Fläche von 419 Quadratkilometern, wovon vier Quadratkilometer Wasserfläche sind. Es grenzt in Kentucky im Uhrzeigersinn an folgende Countys: Greenup County, Lawrence County und Carter County.

## Geschichte
Boyd County wurde am 16. Februar 1860 aus Teilen des Carter County, Greenup County und Lawrence County gebildet. Benannt wurde es nach Linn Boyd einem Mitglied im US-Kongress.
26 Bauwerke und Stätten des Countys sind im National Register of Historic Places eingetragen (Stand 6. September 2017).

## Demografische Daten

Alterspyramide des Boyd Countys (Stand: 2000)

Nach der Volkszählung im Jahr 2000 lebten im Boyd County 49.752 Menschen. Davon wohnten 2.077 Personen in Sammelunterkünften, die anderen Einwohner lebten in 20.010 Haushalten und 14.107 Familien. Die Bevölkerungsdichte betrug 120 Einwohner pro Quadratkilometer. Ethnisch betrachtet setzte sich die Bevölkerung zusammen aus 95,97 Prozent Weißen, 2,55 Prozent Afroamerikanern, 0,16 Prozent amerikanischen Ureinwohnern, 0,30 Prozent Asiaten und 0,14 Prozent aus anderen ethnischen Gruppen; 0,88 Prozent stammten von zwei oder mehr Ethnien ab. 1,12 Prozent der Bevölkerung waren spanischer oder lateinamerikanischer Abstammung.
Von den 20.010 Haushalten hatten 28,9 Prozent Kinder und Jugendliche unter 18 Jahre, die bei ihnen lebten. 55,7 Prozent waren verheiratete, zusammenlebende Paare, 11,6 Prozent waren allein erziehende Mütter, 29,5 Prozent waren keine Familien, 26,5 Prozent waren Singlehaushalte und in 12,2 Prozent lebten Menschen im Alter von 65 Jahren oder darüber. Die Durchschnittshaushaltsgröße betrug 2,38 und die durchschnittliche Familiengröße lag bei 2,86 Personen.
Auf das gesamte County bezogen setzte sich die Bevölkerung zusammen aus 21,8 Prozent Einwohnern unter 18 Jahren, 8,3 Prozent zwischen 18 und 24 Jahren, 28,7 Prozent zwischen 25 und 44 Jahren, 25,6 Prozent zwischen 45 und 64 Jahren und 15,6 Prozent waren 65 Jahre alt oder darüber. Das Durchschnittsalter betrug 40 Jahre. Auf 100 weibliche Personen kamen 96,0 männliche Personen. Auf 100 Frauen im Alter von 18 Jahren alt oder darüber kamen statistisch 93,1 Männer.
Das jährliche Durchschnittseinkommen eines Haushalts betrug 32.749 USD, das Durchschnittseinkommen der Familien betrug 41.125 USD. Männer hatten ein Durchschnittseinkommen von 35.728 USD, Frauen 22.591 USD. Das Prokopfeinkommen betrug 18.212 USD. 11,5 Prozent der Familien und 15,5 Prozent der Bevölkerung lebten unterhalb der Armutsgrenze. Darunter waren 22,4 Prozent der Kinder und Jugendlichen unter 18 Jahren und 12,1 Prozent der Senioren ab 65 Jahren.

## Orte im County
- Ashland
- Big Sandy Junction
- Boltsfork
- Burnaugh
- Cannonsburg
- Catlettsburg
- Coalton
- Durbin
- Fairview
- Garner
- Ironville
- Kavanaugh
- Lockwood
- Mavity
- Meads
- Millseat
- Normal
- Princess
- Rockdale
- Rush
- Sandy Furnace
- Savage Branch
- Summit
- West Fairview
- Westwood
- Winslow